# Povodeň na Lužické Nise (2010)

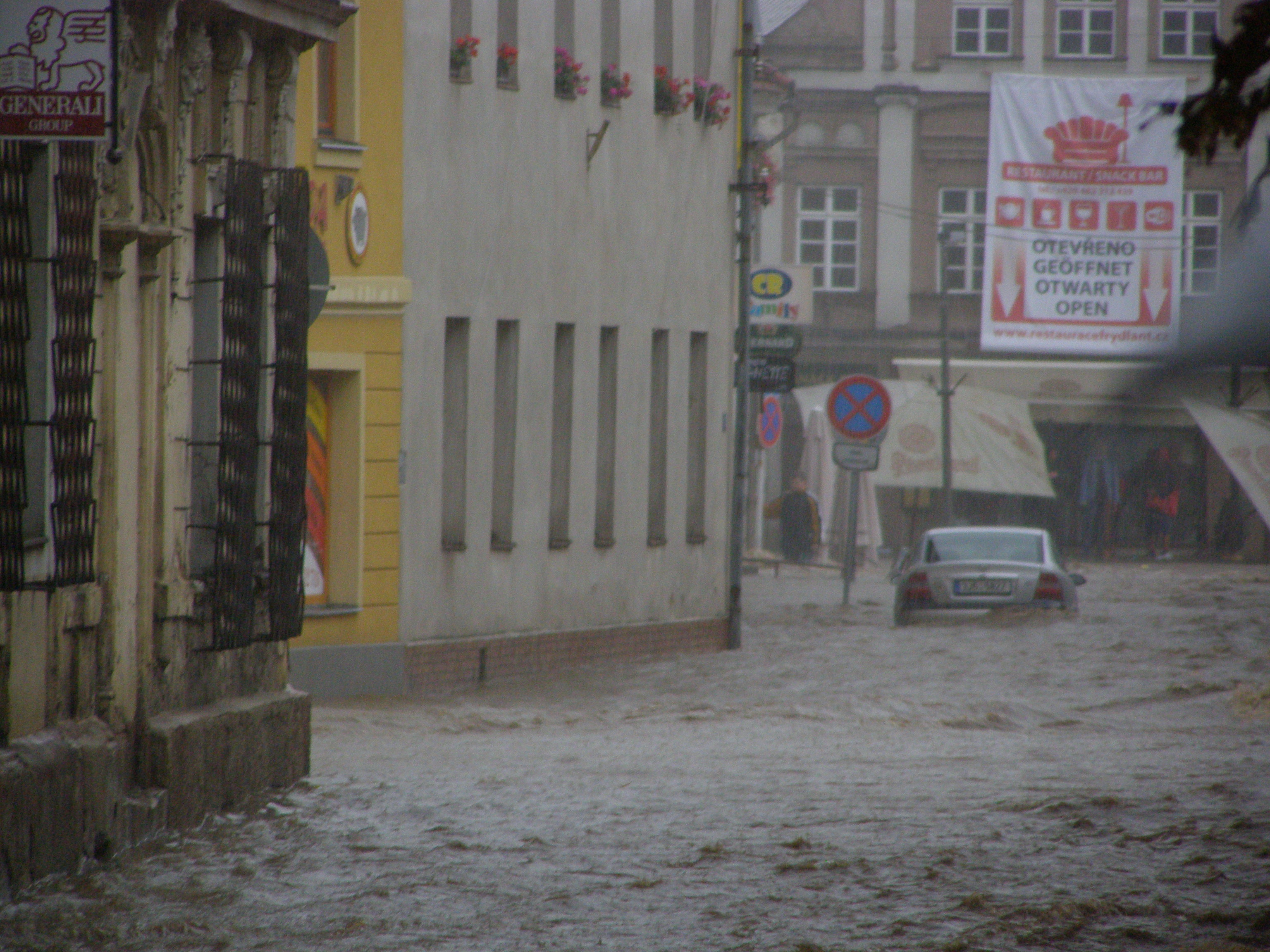
Zatopená ulice v centru Frýdlantu (7. srpna 2010)

Povodeň na Lužické Nise v roce 2010 následovala po přívalovém dešti a 7. srpna zasáhla severní Čechy, Sasko a část jihozápadního Polska. Bleskové povodně si v okrese Liberec vyžádaly 5 mrtvých a škody byly odhadovány na stovky miliónů korun. Polsko mělo 3 mrtvé, včetně jednoho hasiče. Liberecký a Ústecký kraj vyhlásily stav nebezpečí. Nejpostiženějšími sídly byly Heřmanice, Raspenava, Chrastava, Hrádek nad Nisou, Frýdlant, Lindava a v Polsku města Bogatynia a Zgorzelec.

## Průběh povodně
V pátek 6. srpna 2010 kolem 20. hodiny večer začaly nad Libereckým krajem prudké deště, které trvaly celou noc. Vodní toky včetně malých potoků výrazně zvýšily své průtoky vody a rozlily se po okolí. V poledne 7. srpna 2010 vystoupala v Chrastavě hladina říčky Jeřice na úroveň 433 cm a spolu s ostatními menšími přítoky a vodou z okolních luk a polí zaplavila téměř celé město. Voda zde způsobila obrovské škody na komunikacích, všechny lávky a několik mostů přes řeku byly strženy, řada domů musela být demolována. Podobná situace byla též na Frýdlatsku v povodí řeky Smědé.
Ve městě Mimoň na Českolipsku hladina řeky Ploučnice dosáhla svého historického maxima, když 8. srpna 2010 v 8:00 hodin vyšplhala na rekordních 252 cm. Na některých místech došlo k záplavovým vlnám, kdy během několika minut voda stoupla o metr. Krizové a povodňové štáby během noci vyhlásily rychle za sebou jednotlivé tři stupně povodňové aktivity. Pomáhající hasičské sbory během první kritické noci ztratily řadu utopených automobilů. Zatopené byly četné vesnice i celá městečka a lidé z ohrožených míst byli evakuováni. Překotný útěk podnítily i fámy o protržení přehrady Mlýnice. V poledne v sobotu 7. srpna byly potvrzeny první oběti na životech. Do záchranných prací se zapojila naplno i armáda a policie a na nejvíce ohrožených místech v okolí Frýdlantu začali pomáhat hasiči z okolních krajů. V neděli ráno byla potvrzena pátá utonulá oběť a začali pomáhat i hasiči z Německa.
Situace byla vážná i na jihu Čech, kde hrozila evakuace Veselí nad Lužnicí.

## Vyhodnocení následků
Podle údajů obecně prospěšné společnosti Člověk v tísni voda zaplavila 2586 domácností (z toho 1157 na Frýdlantsku a 517 na Českolipsku). Statici po povodních rozhodli o stržení přinejmenším 57 domů poškozených povodněmi.. Podle dodatečných údajů rady Libereckého kraje se pod vodou ocitlo 79 obcí, zcela zničeno bylo 7 mostů, zahynulo 5 lidí, celkové škody v majetku kraje činily 5 miliard korun. Vláda ČR poslala kraji jako okamžitou pomoc 40 milionů, následně pro kraje Ústecký a Liberecký 350 milionů korun. Do záchranných akcí se zapojilo 1040 hasičů, 780 vojáků a přes 700 policistů a strážníků. Při rabování bylo zadrženo a následně odsouzeno 5 cizinců. S odstraňováním následků vypomáhalo i 200 vězňů. Liberecký kraj i mnohá města zřídila povodňová konta a povodňové portály.
Na silnicích druhé a třetí třídy patřících správě Libereckého kraje byly škody vyčísleny na 2 miliardy korun. Na další miliardu byly oceněny škody na komunikacích v majetku obcí a státu.
V Chrastavě byl po povodních jako náhrada vybudován mimo jiné unikátní transbordér z osady Kolonka nedaleko Hamrštejna, otevřený 10. října 2010, a k 17. říjnu 2011 též tři nové zvedací lávky ze dřeva a železa, které lze v případě povodně zvednout asi o 2 metry. Zvedací zařízení pro každou z nich stálo kolem 155 tisíc Kč.

## Další povodňová vlna
Na konci září 2010 Liberecký kraj, zejména Českolipsko zasáhla další povodeň. Nebyla sice tak rychlá jako předchozí, přesto zaplavila okolí mnoha toků vč. dosud nedosušených desítek domů. Na mnoha místech byl vyhlášen i III. stupeň ohrožení, bylo nutné evakuovat řadu lidí.

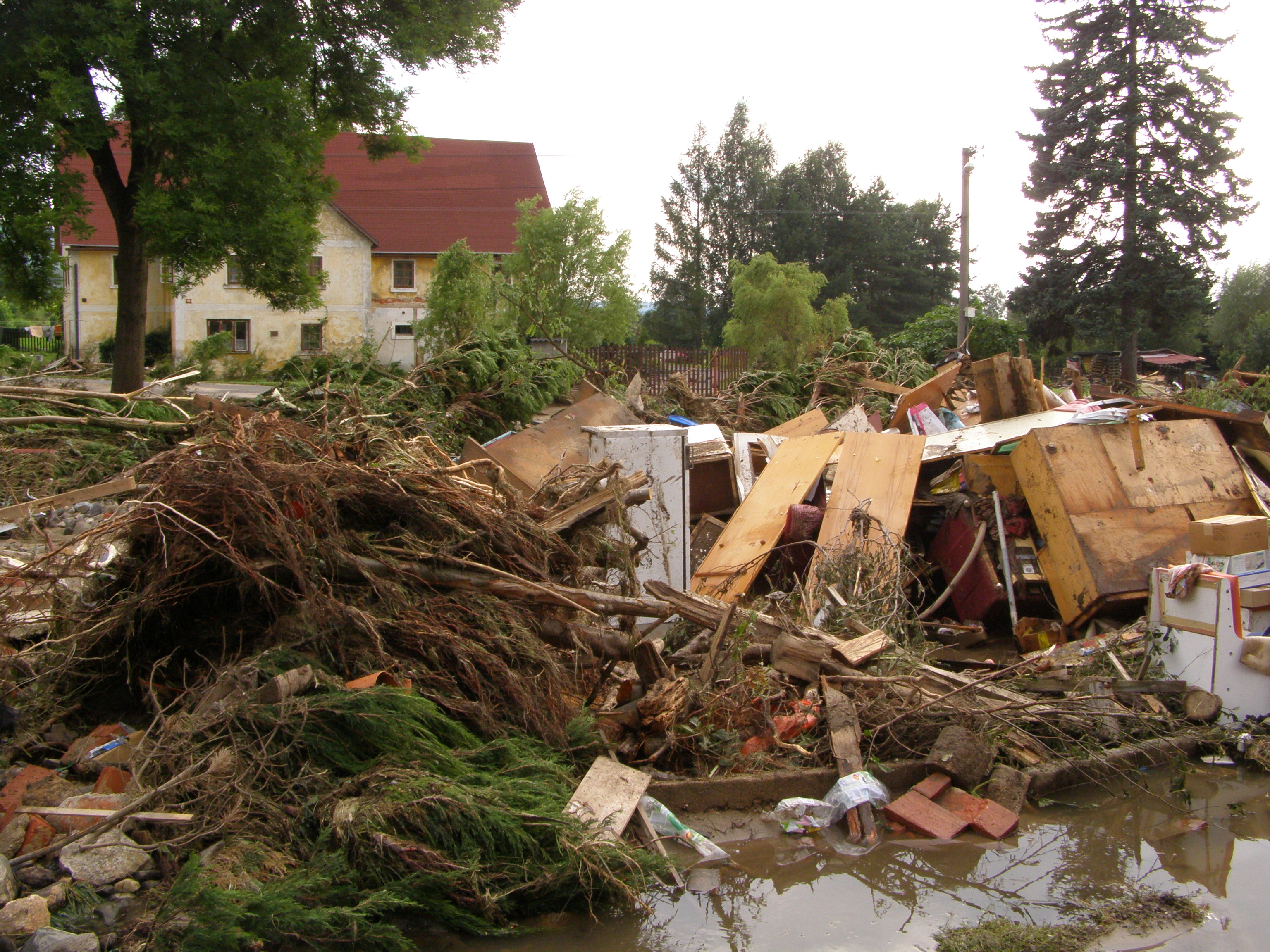
Heřmanice
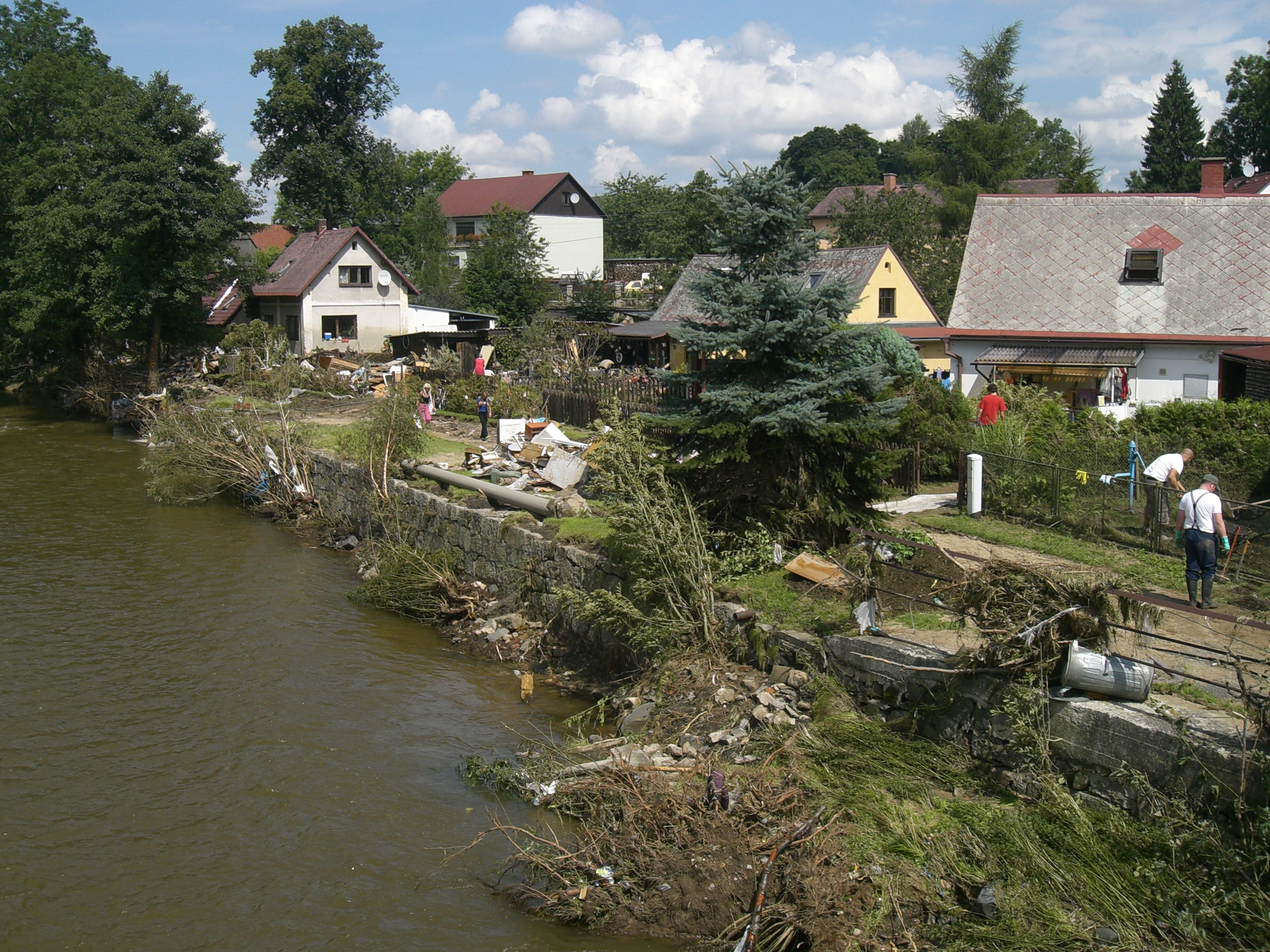
V obci Raspenava stále rozvodněná řeka Smědá
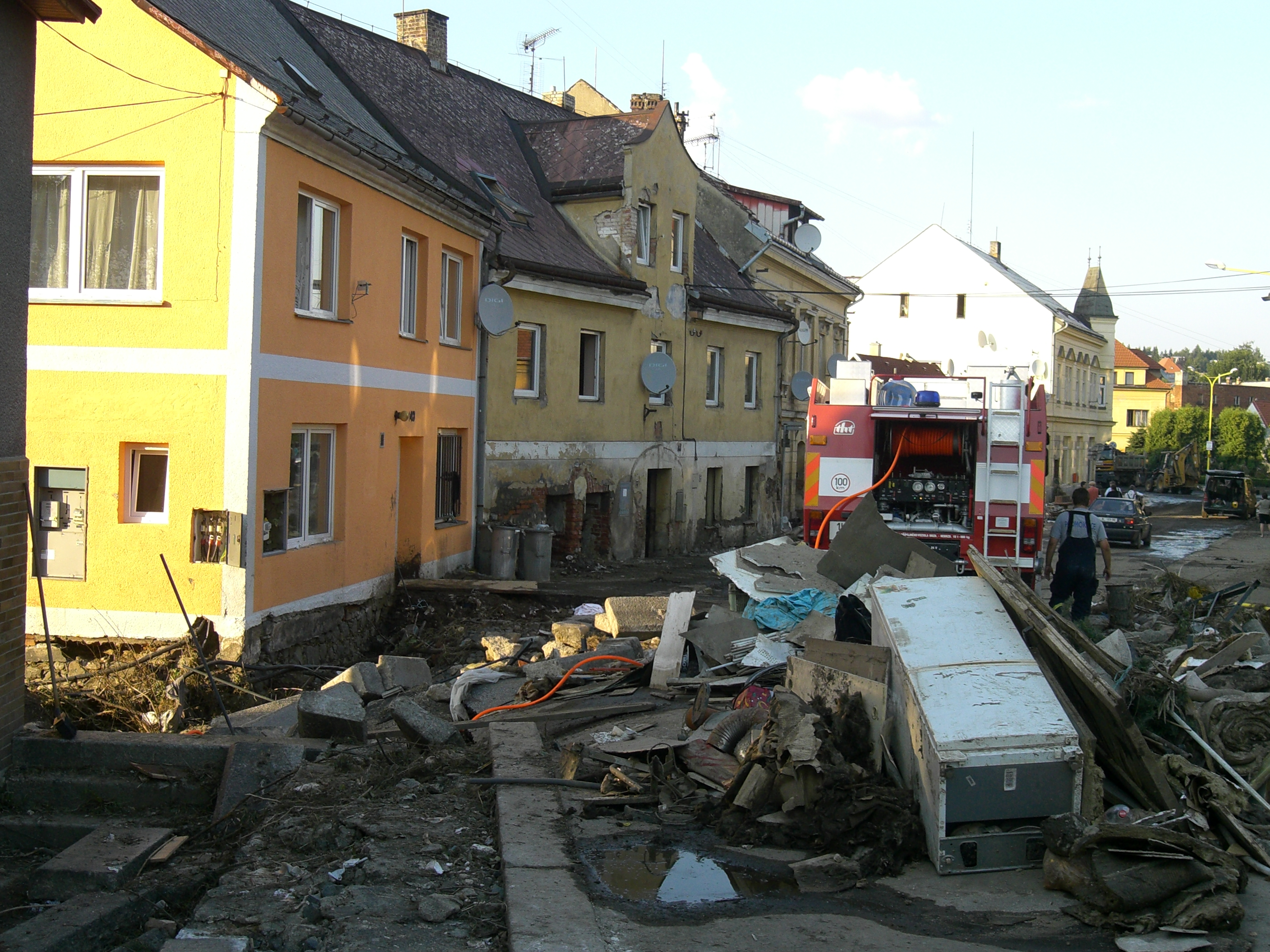
Ulice Míru ve Frýdlantě dva dny po povodni
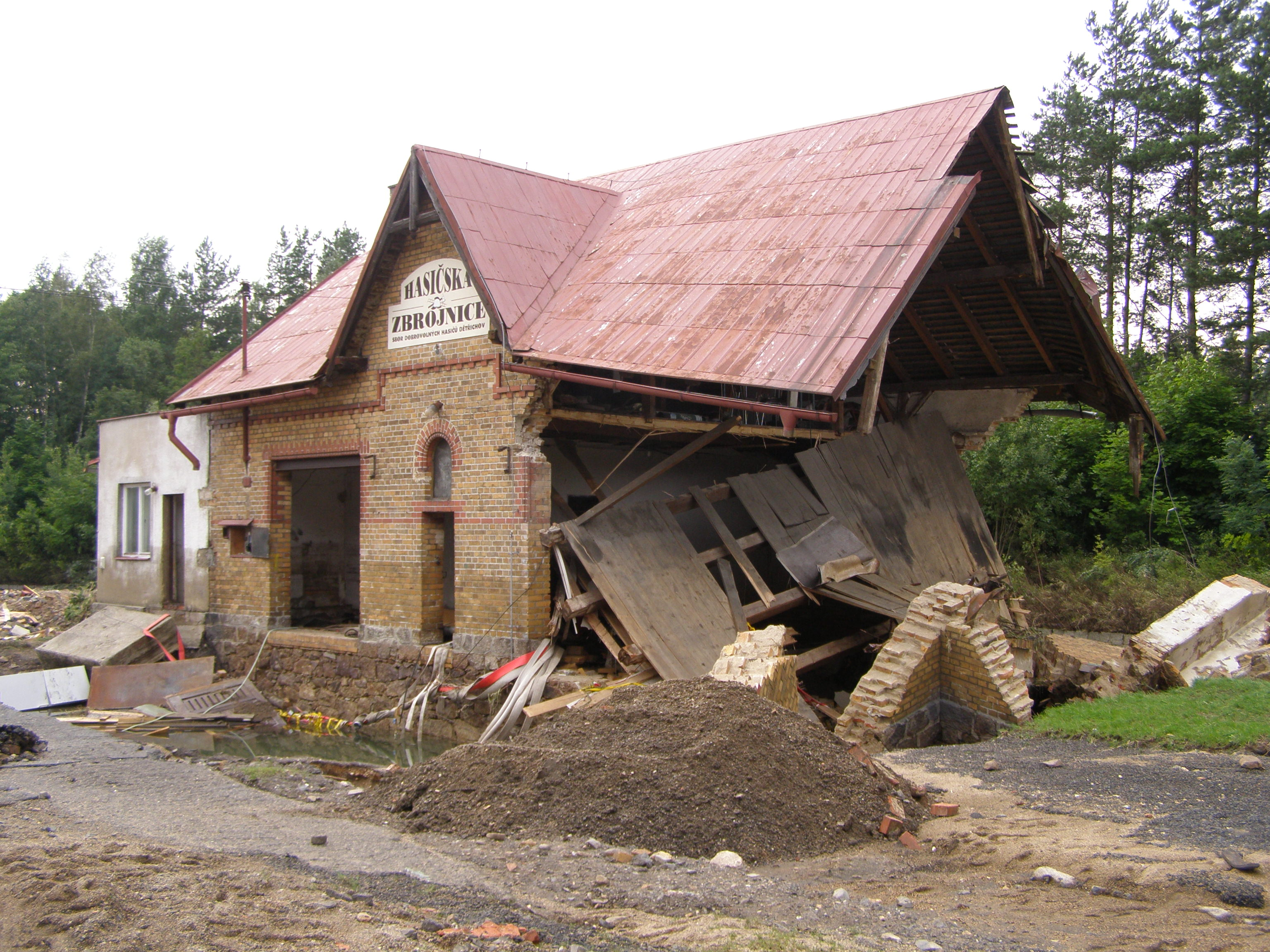
Zničená hasičská zbrojnice v Dětřichově
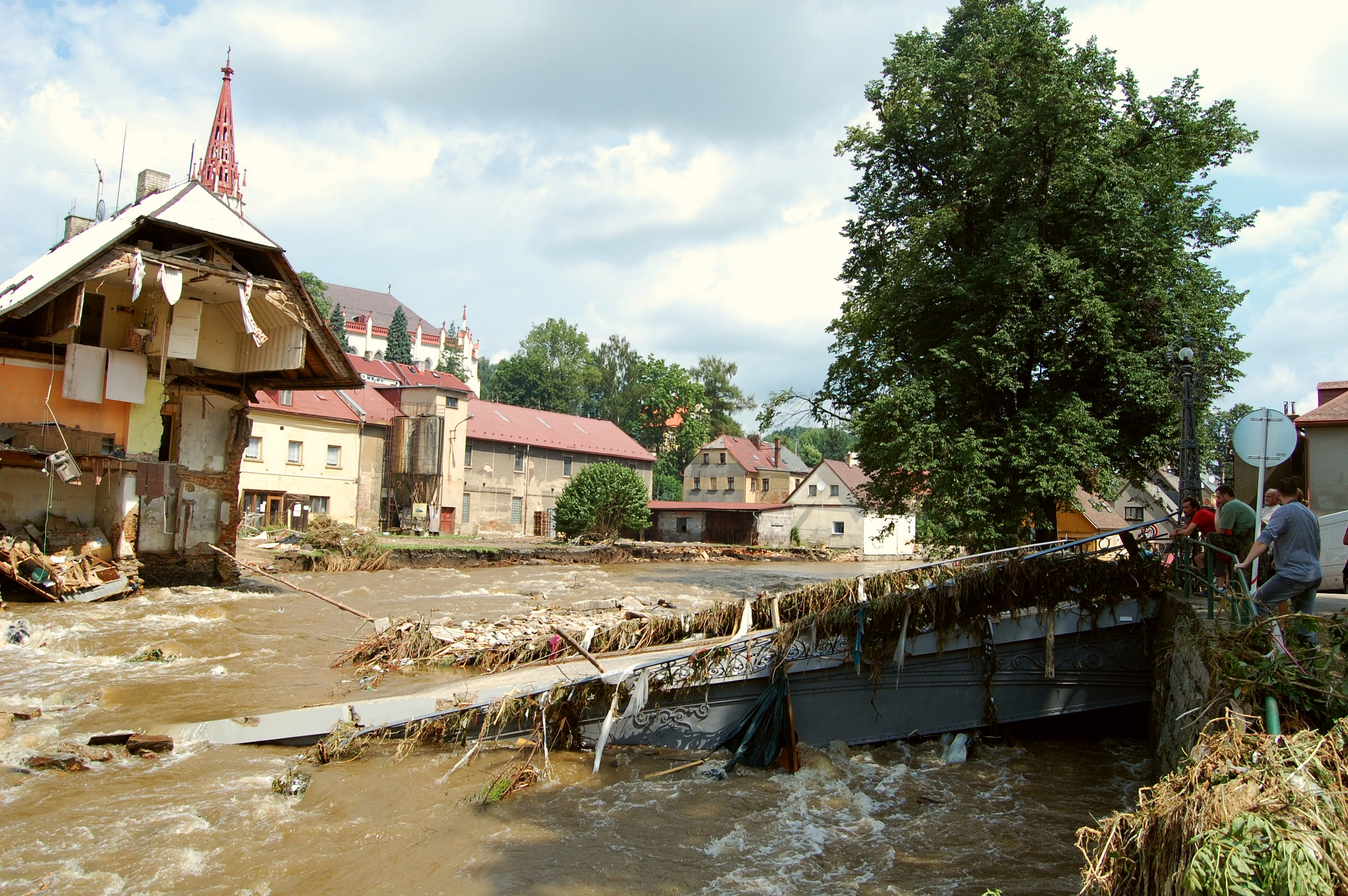
Rozvodněná Jeřice v Chrastavě, zničený secesní most